# أمريكيون جزائريون
الأمريكيون الجزائريون هم الأمريكيون الذين ينحدرون من أصول جزائرية صرفة أو مختلطة. وفقًا لتعداد سكان الولايات المتحدة لسنة 2010، بلغ عدد المواطنين الأمريكيين ذوي الأصول الجزائرية 14,716 مواطنًا.

## التاريخ
هاجر إلى الولايات المتحدة في الفترة من 1821 إلى 1830 ستة عشر مهاجرًا أفريقيًا، ثم لحق بهم 55 مهاجرًا في الفترة من 1841 إلى 1850. وقد كان جميع العرب يُسجلون في سجلات الهجرة حتى سنة 1899 (وفي سجلات التعداد السكاني حتى سنة 1920) تحت تصنيف «تُرك آسيا»، ثم صار المهاجرون الأمازيغ من الشمال الأفريقي يسجلون ضمن فئة «أفريقيون آخرون». وتشير بيانات التعداد السكاني أن بضع مئات من الرجال المسلمين هاجروا إلى الولايات المتحدة في الفترة من 1900 إلى 1914.
لم يظهر اسم الجزائر كفئة مستقلة تُدرج تحتها أعداد المهاجرين إلا في سنة 1975، حيث سُجلت هجرة 72 جزائريًا إلى الولايات المتحدة في تلك السنة، ولم تلبث أعداد المهاجرين أن تزايدت منذ ذلك الحين، حتى بلغ عدد المهاجرين الجزائريين في سنة 1984 مائة وسبعة وتسعين مهاجرًا، كان من بينهم 14 لهم أقارب من مواطني الولايات المتحدة، وسُمح لواحد وثلاثين منهم بالهجرة بناء على مهنهم. وفي سنة 1998، فاز 1,378 جزائريًا بالبطاقة الخضراء التي تسمح بالحصول على الإقامة الدائمة بالولايات المتحدة الأمريكية.
ونظرًا لأنه ليس من المسموح إدارج الدين ضمن التعداد السكاني للولايات المتحدة، فإن هذا التعداد لا يعطي أعدادًا دقيقة للمسلمين. إلا أنه من المسموح إدراج العرقية في التعداد السكاني. وكثيرًا ما يُدرج المهاجرون الجزائريون في الإحصائيات ضمن فئة «عرب آخرون». ويفيد التعداد السكاني الأمريكي لسنة 1990 بأنه كان يعيش في الولايات المتحدة وقت إجراء التعداد حوالي 3,215 شخصًا من أصول جزائرية، من بينهم 2,537 شخصًا ذكروا أن الأصل الجزائري هو أصلهم الأساسي، و678 شخصًا ذكروا أنه أصل ثانوي.

## التركيبة السكانية
استقر كثير من الأمريكيين الجزائريين في المناطق الحضرية كمدن نيويورك وميامي وواشنطن ولوس أنجلوس. وقد ذكر تعداد سنة 1990 أن مدينة نيويورك كانت المرفأ الذي شهد دخول 2,038 جزائري، تليها مدينة واشنطن (357 جزائري) ومدينة لوس أنجلوس (309 جزائري). من بين الجزائريين ال 48 الذين أصبحوا أمريكيين في عام 1984، استقر 12 في ولاية كاليفورنيا يبحثون عن تعليم أفضل أو يفرون من عدم الاستقرار.

## شخصيات بارزة
- إلياس زرهوني، طبيب إشعاعي ولد في الجزائر.
- زايدة بن يوسف، مصورة أمريكية جزائرية إنجليزية المولد.
- مالكولم شاباز، ابن قبيلة شاباز، أول سليل من الذكور لمالكولم اكس.
- حسين خالفي، ملاكم أمريكي جزائري.
- جلول مربروك، شاعر لغة إنجليزية معاصر وكاتب أمريكي.